# 褐雀鹀
是分布在北美的一種小型雀鳥。其种加词“pallida ”意为“淡色的”。
成體身體上半部顏色為淺棕色，下半部為淺白色，有一條很長的尾巴。背面有顏色較深的條紋。牠們的深褐色冠羽上方的一小段冠羽有顏色較淺的條紋，眼睛上方有一條白線，另一條是黑線則穿過眼睛，臉頰旁有是的淺褐色，雙翼都有褐色的粗條，短短的鳥喙呈淺色，尖端為黑色，頸部後面為灰色。成鳥繁殖期外和未成熟者很像棕頂雀鵐（Spizella passerina）和布氏雀鵐（Spizella breweri），在繁殖期外牠們常和這些物種混群。
| 标准尺寸 | 标准尺寸                      |
| -------- | ----------------------------- |
| 長度     | 5.1—6英寸（130—150 mm）       |
| 重量     | 12 g（0.42 oz）               |
| 翼展     | 7.5英寸（190 mm）             |
| 翅膀     | 62.7—67.8 mm（2.47—2.67英寸） |
| 尾巴     | 62—68.4 mm（2.44—2.69英寸）   |
| 嘴鋒     | 8.7—9.8 mm（0.34—0.39英寸）   |
| 跗部     | 17.6—18.9 mm（0.69—0.74英寸） |

牠們的繁殖地是加拿大中部和美國北部中部向東到五大湖的灌木開闊地帶和短葉松樹林，並一路向東延伸，會把鳥巢建置在地面上或灌木叢裡，巢的形狀為開口杯形。會成群結隊遷徒到德州南部和墨西哥。
牠們經常在地面上覓食，主要以種子和昆蟲為食，在適合築巢的季節外通常會成群地覓食，覓食期間褐雀鵐的鳥巢沒有防衛能力，築巢時則會盡可能在遠離巢穴的地方覓食直到覓食完再回去。
雄性會在地盤附近唱歌已宣示築巢地盤的所有權，叫聲是「滋——滋——薩——薩」。
鳥巢是用草、精細材料或和毛髮做成的。雌性產下三至五顆帶斑點的藍綠色的蛋，並孵蛋11天。 牠們常常成為褐頭牛鸝巢寄生的對象，當棄置鳥巢時很容易發生。

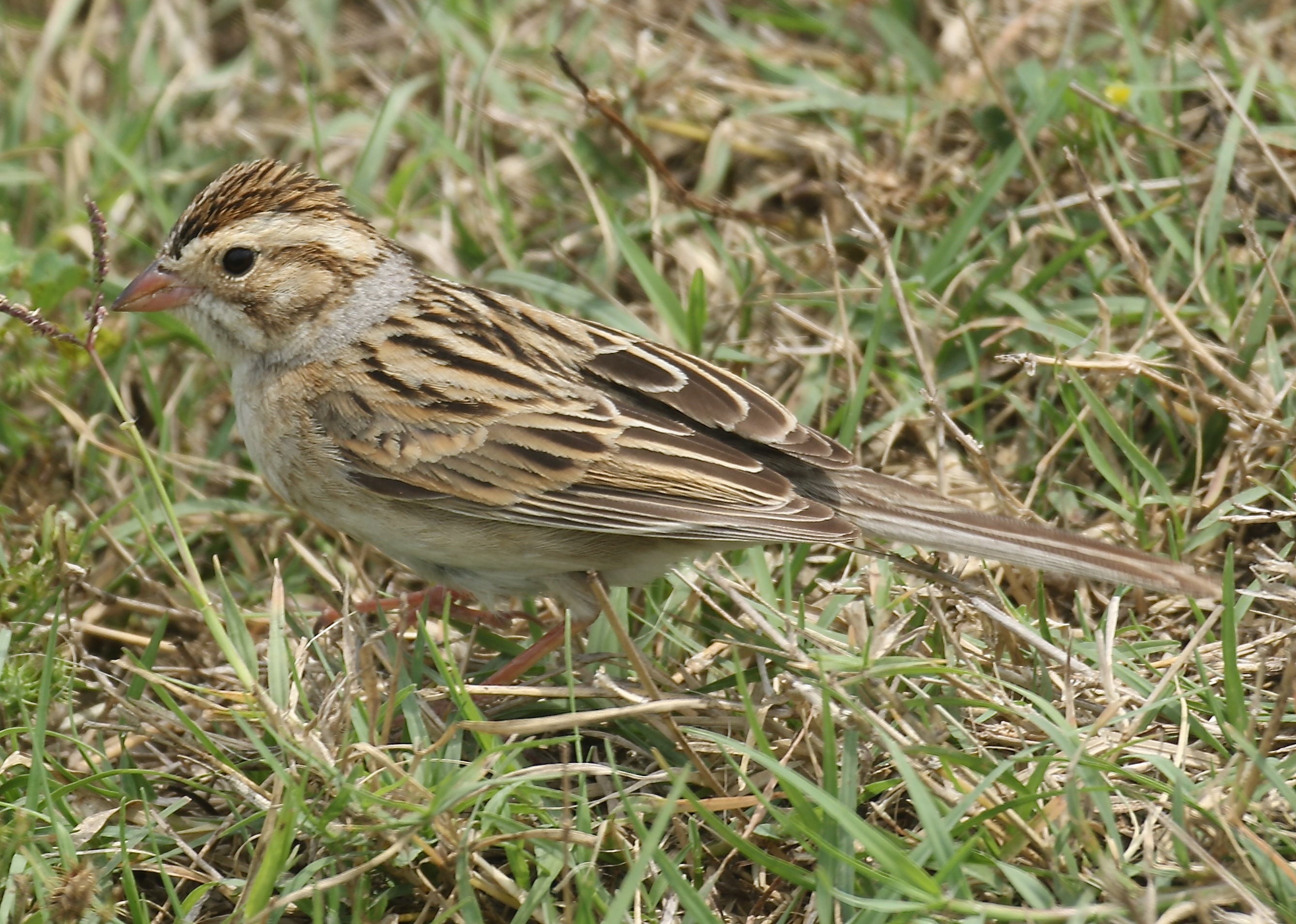
褐雀鵐，攝於德州

## 外部連結
- 互聯網鳥類收藏上有关褐雀鵐的錄像、照片和音頻
- Clay-colored sparrow - Spizella pallida （页面存档备份，存于） - USGS Patuxent Bird Identification InfoCenter
- VIREO上褐雀鹀的圖片
- BirdLife物种一览表：Spizella pallida
- Lepage, D. . Avibase: The world bird database. Bird Studies Canada. 2004 （英语）.
- Spizella pallida的分佈圖，IUCN紅色名錄地圖
- Xeno-canto上有关褐雀鵐的錄音